# امامزاده جعفر (نجفدر)
امامزاده جعفر نجفدر مربوط به سدهٔ ۷ و ۸ ه.ق است و در شهرستان فیروز کوه، بخش ارجمند، روستای نجفدر واقع شده و این اثر در تاریخ ۷ مهر ۱۳۸۱ با شمارهٔ ثبت ۶۳۳۵ به‌عنوان یکی از آثار ملی ایران به ثبت رسیده است.